# Quiport
Die Quiport Corporation S.A. ist ein ecuadorianisches Unternehmen und Flughafenbetreiber, das hauptgeschäftlich den Luftverkehr in Quito betreibt. Der Name setzt sich zusammen aus dem Namen der ecuadorianischen Hauptstadt und dem englischen Begriff für Flughafen (Airport): Quito – Airport.
Das Unternehmen wurde im Juli 2002 gegründet und hat seinen Sitz in Quito.

## Dienstleistungen und Anteilsstruktur
Das Unternehmen betrieb den Aeropuerto Internacional Mariscal Sucre, welcher jedoch zum einen aufgrund seiner gefährlichen Lage im Stadtzentrum von Quito und zum anderen da letzterer an seine Kapazitätsgrenze gestoßen ist, schließen. Als Ersatz baut Quiport 25 Kilometer östlich von Quito momentan einen neuen Flughafen, der 2010 eröffnet werden soll und den Flugverkehr übernehmen soll. Projektleiter ist der Kanadier Nick Smortchevsky. Das Projekt kostet laut Angaben von Quiport über 600 Millionen US-Dollar.
Die Flughafengesellschaft gehört zu jeweils 45,5 Prozent der kanadischen Aecon Group Inc. und dem brasilianischen Joint-Venture-Partner Andrade Gutierrez Constructores.